# Portada/efemèride juny 30
Pascal Comelade
« 29 de juny · 30 de juny · 1 de juliol »